# BerlKönig
BerlKönig war ein Ridepooling-Dienst nach dem Prinzip des Anruf-Sammeltaxis im Berliner Nahverkehr, der von September 2018 bis Juli 2022 von den Berliner Verkehrsbetrieben eigenwirtschaftlich in Zusammenarbeit mit dem Start-up-Unternehmen ViaVan betrieben wurde. Das Angebot endete am 20. Juli 2022. Das Angebot wurde nach einer Sondergenehmigung des Berliner Verkehrssenats nach der Experimentierklausel im § 2 Abs. 7 des Personenbeförderungsgesetzes auf vier Jahre betrieben. Dem Angebot „BerlKönig“ folgt ab 15. September 2022 das neue Mobilitätsangebot Muva. Partner ist erneut das Ridepooling-Unternehmen Via.

## Betrieb

### BerlKönig
Die Berliner Verkehrsbetriebe und das Startup ViaVan nahmen den Betrieb des BerlKönig im September 2018 auf, nachdem die Partner den Antrag auf Genehmigung im November 2017 gestellt hatten. Der Ridesharing-Dienst, vergleichbar einem Anruf-Sammeltaxi, war kein Taxi-Angebot und kein Tür-zu-Tür Service; die Betreiber sahen sich auch nicht als Konkurrenz zum Taxi, sondern als Erweiterung des ÖPNV. Der BerlKönig war jedoch ausdrücklich kein Teil des Berliner ÖPNV-Angebots, für den ansonsten die Anwendung des VBB-Tarifs grundsätzlich verpflichtend ist. BVG und ViaVan nutzten als Genehmigungsgrundlage die sogenannte Experimentierklausel gemäß § 2 Abs. 7 PBefG, die die praktische Erprobung neuer Verkehrsarten oder Verkehrsmittel auf Zeit, wie diese atypische Form der Personenbeförderung mit Kraftfahrzeugen und Bedienung virtueller Haltepunkte, gestattet. Für den Betrieb gab es keine vertraglichen Regelungen mit dem Land Berlin, es war ein eigenwirtschaftliches Angebot des Landesunternehmens.  Trotz der Selbsteinschätzung der Betreiber fühlten sich die Berliner Taxifahrer durch den BerlKönig wirtschaftlich bedroht.
Der Betrieb wurde zunächst mit 40 batterie-elektrischen Mercedes-Benz B-Klasse-Fahrzeugen (B 250 e) mit jeweils vier Fahrgastsitzen sowie zehn Diesel-Kleinbussen des gleichen Herstellers mit je sechs Sitzen (V-Klasse) aufgenommen. Zwischenzeitlich waren aus einem Pool von insgesamt 132 Fahrzeugen (Stand: April 2019) ständig etwa 70 %, d. h. rund 90 Fahrzeuge, unterwegs. Diese wurden pro Tag für etwa 2.000 Fahrten per App gebucht.
Seit dem Start im September 2018 seien rund 700.000 Fahrgäste transportiert worden, sagte die Berliner ViaVan-Chefin Valerie von der Tann. Bei der Hälfte seien Fahrten verschiedener Passagiere gebündelt worden, der Durchschnittspreis habe bei knapp sechs Euro gelegen.
Der Fahrpreis für die Nutzung des BerlKönig setzte sich aus den folgenden Bestandteilen zusammen und wurde gegenüber dem Kunden bei der Buchung angegeben: Je Kilometer (gemäß vorab berechneter, zeitoptimierter Route) war ein Preis von 1,50 Euro zu zahlen. Auch bei Strecken unter drei km war ein Mindestpreis von 4 Euro zu zahlen. In Stoßzeiten war ein Zuschlag in Höhe von 25 % auf den gesamten Fahrpreis zu zahlen. Stoßzeiten waren Montag bis Freitag von 7 bis 9 Uhr. Buchte ein Fahrgast gleichzeitig eine Fahrt für mehrere Personen, erhielt jeder Mitfahrer innerhalb der Buchung einen Rabatt von 50 % auf den Fahrpreis.
BerlKönig beschäftigte in Berlin 390 Fahrer, etwa ein Drittel in Minijobs.

### BerlKönig BC
Im Rahmen eines vom Bundesministerium für Verkehr und Digitales geförderten Projekt, testete die BVG von August 2019 bis Juli 2022 einen Dienst namens „BerlKönig BC“. Zunächst pendelten Kleinbusse, betrieben von der Innung des Berliner Taxigewerbes e. V., zwischen dem U-Bahnhof Rudow und dem brandenburgischen Schulzendorf. Weitere Verbindungen zwischen den Tarifgebieten B und C sollten folgen, auch eine Route in Berlin.
Im Gegensatz zum regulären BerlKönig-Dienst, der nach dem Prinzip eines gestaffelten, tageszeitabhängigen Kilometerpreises bezahlt wird, war für den Dienst BerlKönig BC eine VBB-Fahrkarte für die Tarifbereiche Berlin B und C notwendig sowie eine Schutzgebühr von 50 Cent. Betrieben wurde der Dienst mit drei Minibussen vom Typ Mercedes-Benz Sprinter City, die normalerweise nachts auf BVG-Linien verkehrten. Der Dienst hatte keinen Fahrplan, sondern fuhr nach Vorbestellung durch die BVG-App, zunächst zwischen 5 und 9 Uhr sowie 14 bis 20 Uhr. Start oder Ziel war stets der U-Bahnhof Rudow, Fahrten innerhalb von Schulzendorf oder Zeuthen waren nicht möglich.

## Einsatzgebiet
Der reguläre BerlKönig-Dienst hatte sein Einsatzgebiet innerhalb des östlichen S-Bahn-Ringes sowie im sogenannten Komponistenviertel in Weißensee, dem Gebiet um die Michelangelostraße sowie einem Streifen, der vom nördlichen Prenzlauer Berg und Gesundbrunnen bis zur Bornholmer Straße reicht. Dazu zählten ebenfalls Friedrichshain-Kreuzberg und Mitte. Rund 5000 Zustiegspunkte wurden in dem Areal definiert, etwas über 600 an normalen Bushaltestellen, der Rest waren sogenannte „virtuelle Haltestellen“, meist an Straßenkreuzungen.
Der im August 2019 gestartete und bis Juli 2022 betriebene Probebetrieb von „BerlKönig BC“ pendelte zwischen dem U-Bahnhof Rudow und der benachbarten Gemeinde Schulzendorf.

## Planung und Ausbau
Die BVG kündigte Mitte 2019 an, die Flotte von damals gut 150 Fahrzeugen bis Ende 2020 zu 100 Prozent auf vollelektrische Vans umstellen zu wollen; sie sollte dann aus Fahrzeugen vom Typ Mercedes eVito Tourer bestehen.
Unterdessen war geplant, den Testbetrieb zum einen auf 300 Fahrzeuge sowie zudem auf das gesamte Gebiet innerhalb des Berliner S-Bahn-Rings sowie die Bezirke Weißensee und Lichtenberg auszuweiten. Der Vorstoß erntete Kritik, weil die geplante Betriebsausweitung das Taxigewerbe und auch den bestehenden ÖPNV immer mehr angreife, inzwischen zu 15 % Umsatzrückgang bei den Taxibetrieben geführt habe und eine Beendigung des BerlKönig-Testbetriebs am Ende der insgesamt vierjährigen Erprobungsphase aufgrund des dann erreichten Betriebsumfangs nicht mehr ohne weiteres möglich gewesen wäre.
Bei entsprechender Akzeptanz des Pilotprojektes hätten später bis zu 300 Fahrzeuge fahren können, was einer Versechsfachung der ursprünglichen Fahrzeugflotte entspräche.

## NachfolgeprojektMuva
Am 15. September 2022 wurde das BerlKönig-Nachfolgeprojekt Muva mit zunächst 20 Kleinbussen gestartet. Die Rufbusse können per Handy-App oder Telefon gebucht werden. Muva fungiert dabei zum einen als Aufzugersatz für mobilitätseingeschränkte Menschen, um Fahrgäste zu einem Bahnhof mit funktionierendem Aufzug zu bringen. Zum anderen können BVG-Kunden flexible Fahrten zwischen rund 4000 definierten Haltepunkten auf einer Fläche im Osten Berlins, die 25 S- und U-Bahnhöfe einfasst, unternehmen.
Voraussetzung für die Nutzung von Muva ist ein Nahverkehrsticket des Verkehrsverbundes Berlin-Brandenburg. Für flexible Fahrten vom und zum Bahnhof fallen pauschal 1,50 € Aufschlag zusätzlich zum Nahverkehrsticket an, jeder weitere Mitfahrer zahlt 0,50 € zusätzlich. Direktfahrten werden mit einem Zuschlag von 1,50 € pro km berechnet, auch hier zahlt jeder weitere Mitfahrer 0,50 € Mehrpreis. Bezahlungen mit Bargeld sind jedoch nicht möglich. Aufzugfahrten zu einer Haltestelle mit Fahrstuhl sind kostenfrei. Für diesen Service nutzungsberechtigt sind Menschen mit Schwerbehinderungen, Senioren sowie Personen, die mit Kinderwagen oder Gepäck unterwegs sind. Die genauen Tarife und deren Bestimmungen sind niederschwellig, etwa auf der Internetseite des Unternehmens, jedoch nicht ausfindig zu machen.
Am 16. Januar 2025 wurde bekannt, dass auch das Muva-Projekt eingestellt wird. Der BVG-Chef Henrik Falk teilte mit, Muva sei ein „betriebswirtschaftliches Desaster“ gewesen. Im Durchschnitt gab es nur 160 Fahrgäste pro Tag. Perspektivisch sollen in fernerer Zukunft nur noch fahrerlose Kleinbusse auf ausgewählten Strecken in den Berliner Außenbezirken verkehren. Bis dahin sei es aber noch ein weiter Weg. Am 30. Juli vermeldete die Berliner Zeitung, dass Muva zum 31. Dezember 2025 beendet wird.